# 丹尼爾·凱斯
丹尼爾·凱斯（1927年8月9日—2014年6月15日）是美國作家，著作以科幻小說為主，其中以《獻給阿爾吉儂的花束》最廣為人知，此外也以擅於描寫多重人格的人物而著稱。

## 簡歷
1927年生於美國紐約布魯克林區。於布魯克林學院修習心理學，畢業後曾從事多種行業，包括雜誌編輯、高中老師等。
1959年首次發表短篇小說獻給阿爾吉儂的花束即榮獲雨果獎。1966年將故事長篇化，又再次獲得星雲獎。
1966年起，凱斯在美國俄亥俄大學教授英語與寫作課程。
逝世前居住在俄亥俄州雅典市。

## 知名著作
- 《獻給阿爾吉儂的花束》（Flowers for Algernon ，1966年）
- 《第五位莎莉》（The Fifth Sally ，1980年）
- 《24個比利》（The Minds of Billy Milligan ，1981年）
- 《比利戰爭》（The Milligan Wars ，1994年）
- 《鏡像姊妹》（The Asylum Prophecies ，2010年）